# Ollerías
Ollerías en espagnol ou Ollerieta en basque est une commune ou contrée de la municipalité de Legutio dans la province d'Alava, située dans la Communauté autonome basque en Espagne.